# 潘晟
潘晟（1517年—1589年），字思明，号水濂，浙江新昌人，明朝榜眼，官至禮部尚書。

## 生平
嘉靖十九年（1540年）庚子科浙江鄉試第七十七名舉人，嘉靖二十年（1541年），聯捷辛丑科会试第七名，廷试第一甲第二名進士。授翰林院編修，參與修撰《大明會典》。嘉靖三十三年，升翰林院侍讀。嘉靖三十四年，與嚴讷主持應天府鄉試。嘉靖三十五年，擔任南京國子監祭酒。此後致仕歸鄉。隆慶四年，擔任禮部尚書，兩年后致仕。
萬曆六年（1578年），再次起爲禮部尚書。萬曆八年，加太子太保，一個月后辭職。張居正舉薦為武英殿大學士，后因遭到反對被罷免。

## 家族
曾祖潘尚宗；祖父潘憲潮；父潘日升，曾任教諭。母石氏。具庆下。